# Atlántico Fútbol Club
Atlántico Futbol Club es un equipo de fútbol profesional con sede en Puerto Plata, República Dominicana. Fue fundado en el año 2015 y en la actualidad participa en la Liga Dominicana de Fútbol.

## Historia
Atlántico FC surgió en el 2014, gracias a la idea del Sr. Rubén García, quien quiso dotar a la ciudad de Puerto Plata de un club profesional de fútbol, donde la perspectiva de ese deporte no era muy popular hasta hace poco en los puertoplateños. De esta manera, la intención fue ayudar a profesionalizar el fútbol en la “Novia del Atlántico”.
Entre los fundadores y dirigentes del equipo puertoplateño se encuentran Arturo Heinsen, Segundo Polanco y los hermanos Fernando y Gustavo Zeller. Los cuales han invertido para que este equipo crezca y sea uno de los mejores en la Liga Dominicana de Fútbol (LDF), liga con mucho potencial y en constante crecimiento.
El club puertoplateño se ha caracterizado por ser un equipo con recursos limitados. Sin embargo, su condición no le impide sacarle el máximo a sus capacidades. Atlántico FC fue subcampeón de la Liga Dominicana de Fútbol 2015 y campeón de la LDF 2017.

### Debut en la Era Profesional LDF (2015)
El Atlántico FC debuta en la Primera edición Profesional de la Liga Dominicana de Fútbol como visitante el 8 de marzo de 2015, enfrentando al Club Barcelona Atlético, partido disputado en el Estadio De Fútbol Panamericano Parque Del Este, donde fue derrotado por marcador de 1-0 el gol fue anotado por Kerbi Rodríguez. Completo esa temporada coronándose subcampeón.

### Primer grito de gol en la era profesional de la LDF
El primer gol de la historia del Atlántico FC en la Liga Dominicana de Fútbol, fue anotado por el venezolano Jorge Márquez Gómez el 14 de marzo de 2015 en un partido correspondiente a la segunda fecha de la liga. El gol llegaría al minuto 75 desde el punto penal, el cual fue cobrado con éxito por Márquez y le dio el empate al club, el partido terminó con resultado de 1-1 frente al San Cristóbal.

### Participación internacional del Atlántico FC en la CFU (2016)
La Máquina Azul es conocido por ser el primer equipo de la era LDF que debuta en competición internacional, lo hizo el 25 de febrero de 2016 durante un encuentro del Campeonato de Clubes de la CFU y ante el W Connection de Trinidad & Tobago en el estadio Ato Boldon de Couva (T&T) por la fase de grupos de dicho torneo (Campeonato de Clubes de la CFU 2016).
Con un resultado adverso y un marcador de 4-2, el primer gol internacional para el club lo marcó el paraguayo Nelson Benítez. 
La primera victoria internacional para el club fue en esta misma competición ante el CS Moulien de Guadalupe por marcador de 4-0. Terminó en 3.er lugar del Grupo 1 con 3 puntos y un récord de 1 victoria y 2 derrotas.

### Temporada 2017
El equipo de la "tacita de Plata", en el 2017 conquistó su primer título de Liga Dominicana de Fútbol, superando en penales 4-3 en la final a Atlético Pantoja, después de un empate 1-1 en el Estadio Olímpico Félix Sánchez.
Todos los goles fueron anotados en la primera parte. Leandro Silva (24') dio a Pantoja una ventaja 1-0 y Mauro Gómez (45') empató para el Atlántico. Iván Zerda convirtió el tiro de penal decisivo del Atlántico.
Atlántico FC se convirtió en el tercer campeón de la liga y en el primer campeón de la Región del Cibao, Atlético Pantoja (2015) y Barcelona Atlético (2016) ganaron las dos primeras ediciones.

## Infraestructura

### Estadio

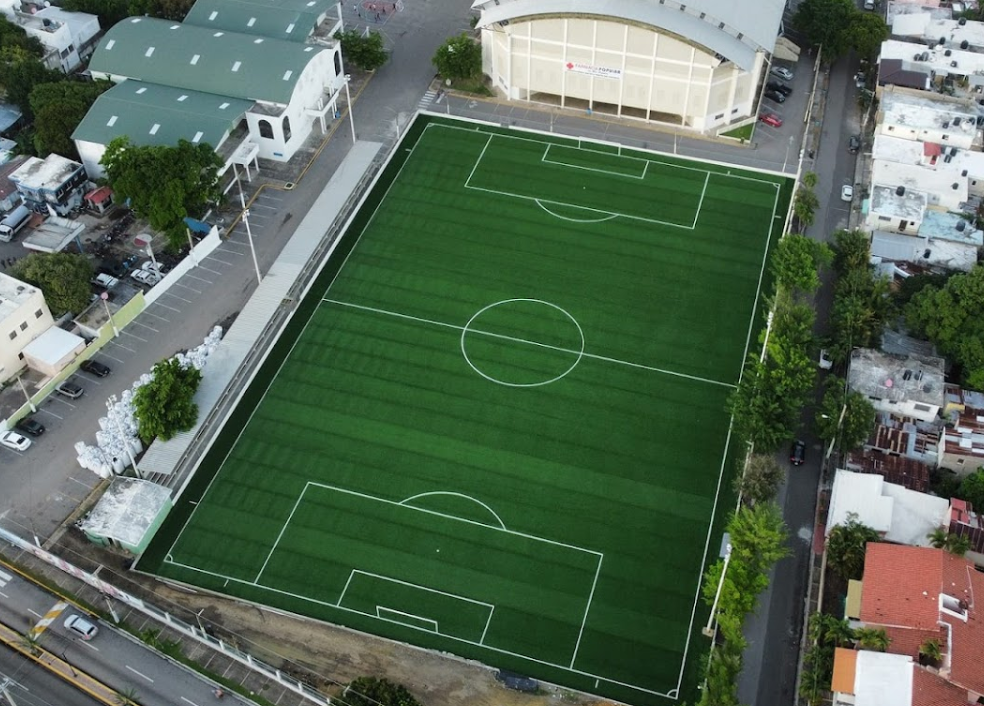
Estadio Leonel Plácido

La sede del equipo Atlántico FC es el estadio Leonel Plácido ubicado en las instalaciones del Polideportivo de la ciudad, tiene una capacidad para 2500 espectadores, 2000 en la grada general y 500 en la grada vip, el estadio ofrece una vista agradable de la montaña Isabel de Torres.

## Palmarés

### Títulos nacionales
- Liga Dominicana de Fútbol (1):

2017

## Participaciones internacionales
- Campeonato de Clubes de la CFU: 2 participaciones

Campeonato de Clubes de la CFU 2016 - Fase de grupos
Campeonato de Clubes de la CFU 2018 - Fase de grupos

## Entrenadores
| Entrenador          | Período       |
| ------------------- | ------------- |
| Jean Carlos Güell   | 2015          |
| Francisco Martínez  | 2015          |
| Lenin Bastidas      | 2016 - 2017   |
| Miguel Ángel Zahzú  | 2017          |
| Nahuel Bernabei     | 2018          |
| Miguel Ángel Zahzú  | 2019          |
| Francisco Martínez  | 2019          |
| Miguelangel Acosta  | 2019 - 2021   |
| Walter Benítez      | 2021          |
| Juan José Ruiz      | 2023          |
| Omnys Cordero       | 2023          |
| Kowsky Sainvil      | 2024          |
| Gabri García Xatart | 2025-presente |